# Pseudomyrmex ita
Pseudomyrmex ita är en myrart som först beskrevs av Auguste-Henri Forel 1906.  Pseudomyrmex ita ingår i släktet Pseudomyrmex och familjen myror. Inga underarter finns listade i Catalogue of Life.

## Bildgalleri

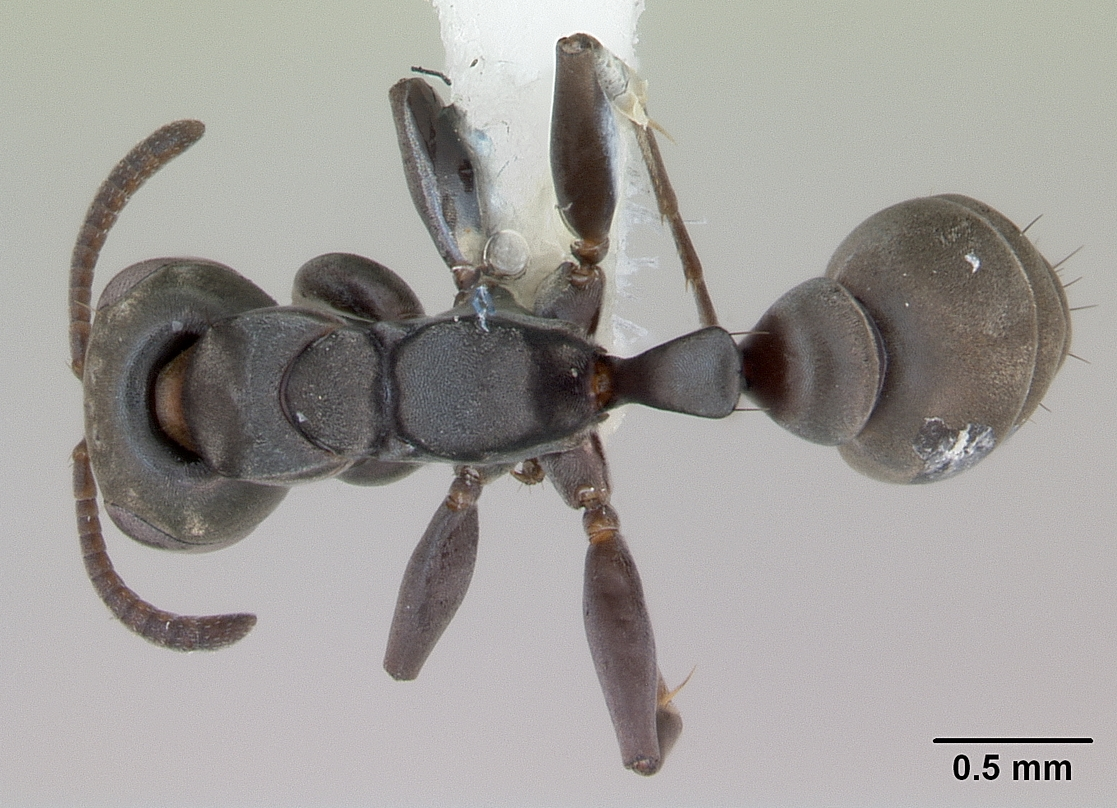
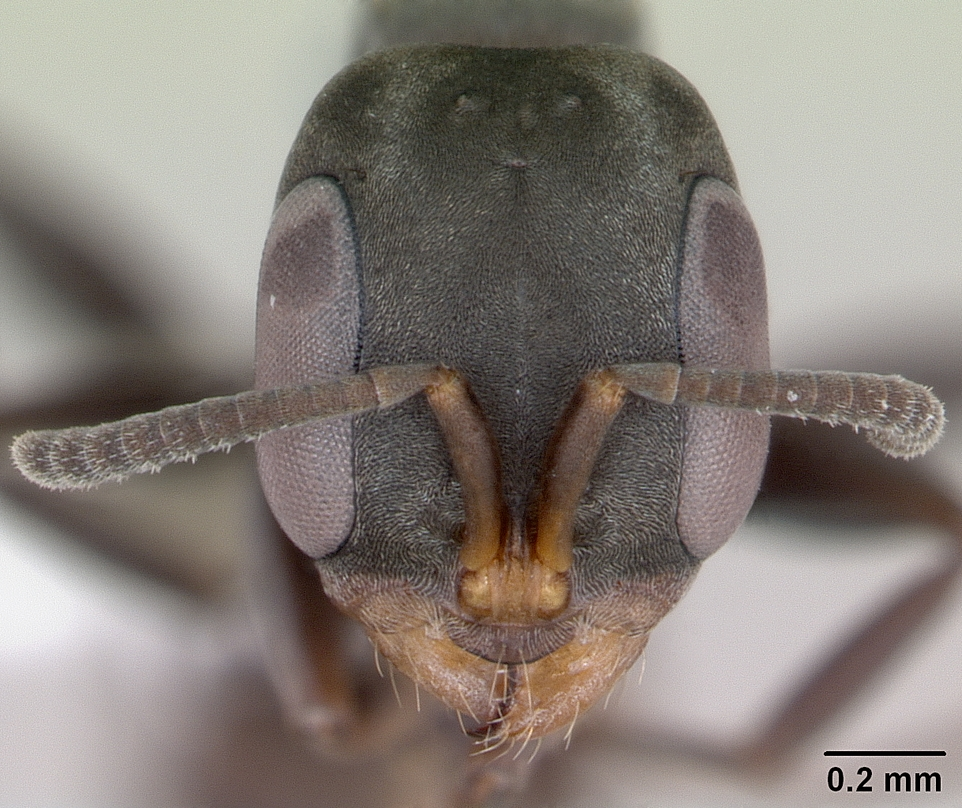
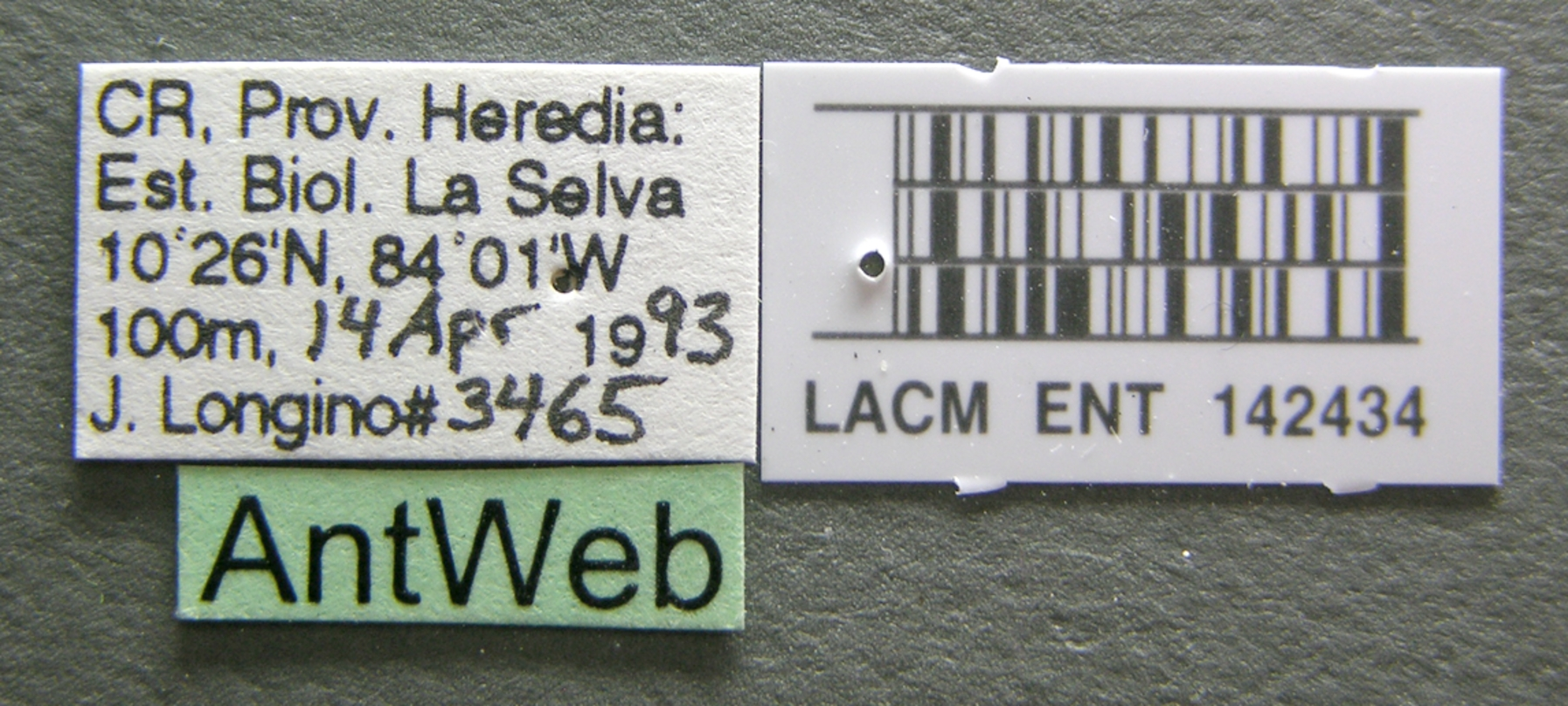
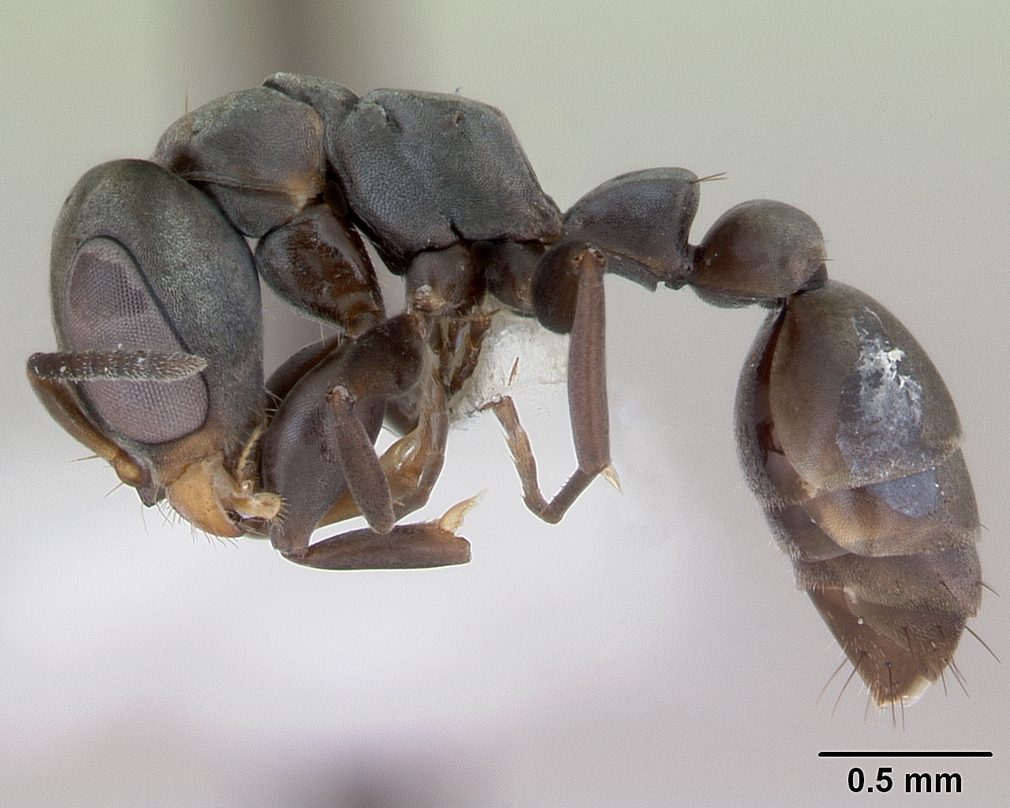